# جين كونيل
جين كونيل (بالإنجليزية: Gene Connell) هو لاعب كرة قاعدة أمريكي، ولد في 10 مايو 1906، وتوفي في 31 أغسطس 1937 بسبب حادث مرور.

## وصلات خارجية
- جين كونيل على موقع دوري كرة القاعدة الرئيسي (الإنجليزية)
- جين كونيل على موقعبيزبول رفرنس.كوم (الدوري الرئيسي) (الإنجليزية)